# Hendelimyza pubifrons
Hendelimyza pubifrons är en tvåvingeart som beskrevs av Frey 1927. Hendelimyza pubifrons ingår i släktet Hendelimyza och familjen lövflugor. Inga underarter finns listade i Catalogue of Life.